# Unde capilare

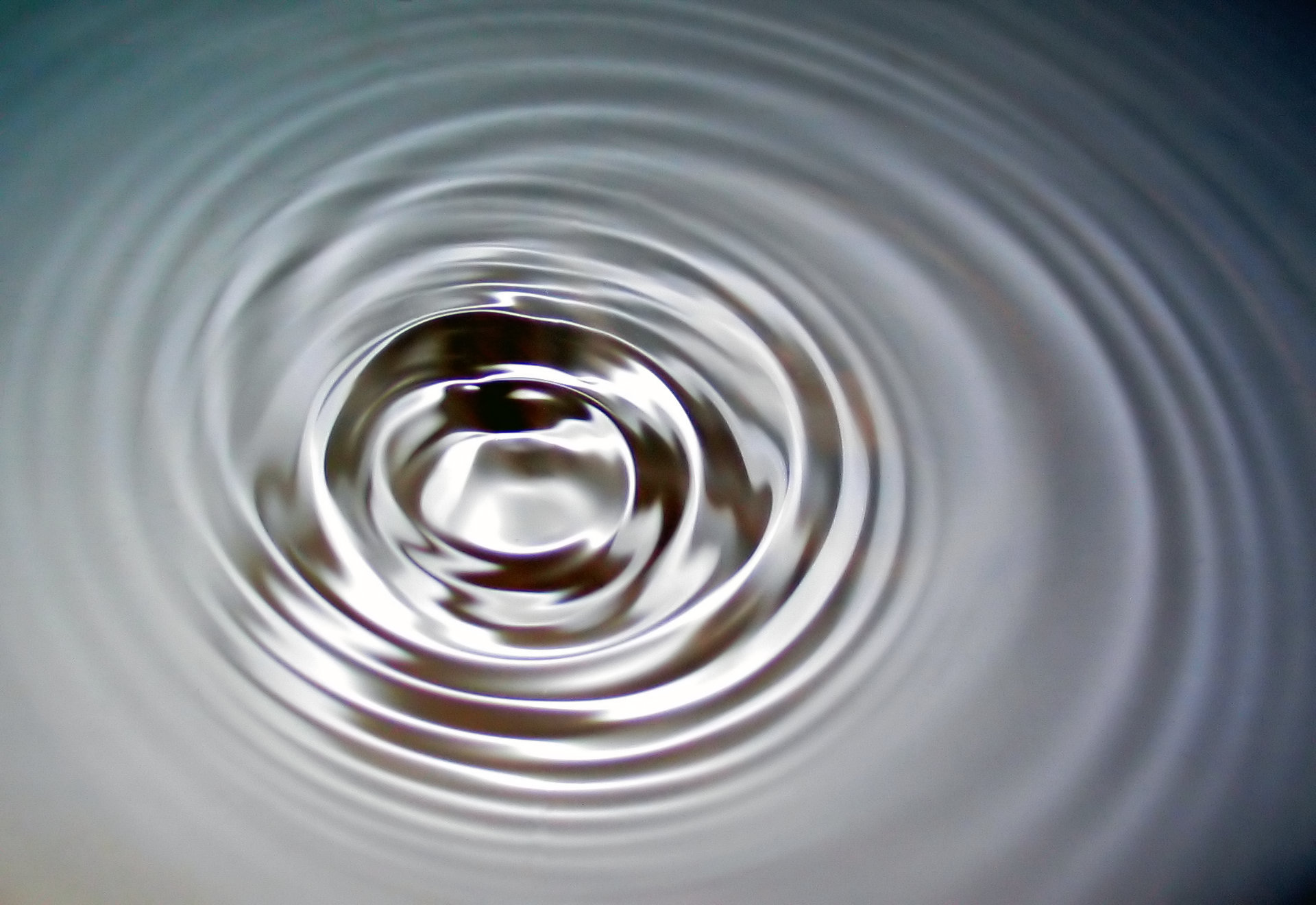
Unde capilare în apă

Undele capilare sunt unde generate în fluide de tensiunea superficială. Lungimea lor de undă e de obicei de ordinul centimetrilor.
Relația de dispersie pentru undele capilare este:
{\displaystyle \omega ^{2}={\frac {\sigma }{\rho +\rho '}}\,|k|^{3},}
unde ω este frecvența unghiulară, σ tensiunea superficială, ρ densitatea lichidului mai greu, ρ' densitatea lichidului mai ușor și k nr. de undă. Nr. de valuri este 
{\displaystyle \lambda ={\frac {2\pi }{k}}.}

## Teorie
Teoria undelor capilare a fost formulată de Wolfgang Eisenmenger in 1959.